# Pico de Gamow

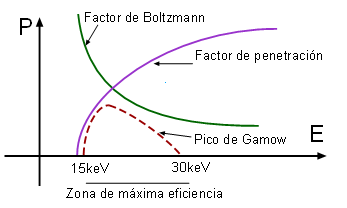
Curva de Gamow representada junto con los dos factores que lo forman. La mayor parte de las reacciones nucleares se dan en la región de máxima eficiencia (15-30keV), sin embargo, la energía típica estelar es de 1keV.

Se llama pico de Gamow (en inglés Gamow peak) al punto óptimo de energía en el cual se dan la mayoría de las reacciones nucleares en las estrellas. Su fórmula fue calculada por George Gamow en 1928. Las reacciones de fusión acaecidas en los núcleos de las estrellas se dan gracias al efecto túnel, fenómeno que permite a las partículas en colisión saltarse las fuertes barreras de potencial que las separan. El pico se produce como resultado de la combinación de dos factores. Por un lado el factor mecánico estadístico maxwelliano o factor de Boltzmann. Éste nos da la probabilidad de que una partícula que se encuentre a una temperatura T tenga una energía E. Lógicamente, la probabilidad disminuye cuanto mayor sea la energía. Por el otro lado está el factor de penetración de la barrera coulombiana.
- Factor de Boltzmann: {\displaystyle exp\left(-{\frac {E}{kT}}\right)}

Donde k es la constante de Boltzmann, E la energía y T la temperatura.
- Factor de penetración: {\displaystyle exp\left(-{\frac {b}{E^{1/2}}}\right)}

Donde b es un parámetro que resulta de la interacción entre las dos partículas (a y x) y depende de qué tipo de partículas sean. Se calcula de la siguiente forma:
Donde A representa el número másico y Z el número atómico.
La curva de Gamow representa, pues, la probabilidad total de que dos partículas con energía E y temperatura T fusionen. Esta probabilidad lógicamente será el resultado del producto de ambos factores cuya función tendrá un máximo que será el citado pico.
- Curva de Gamow en función de E (factor de Gamow): {\displaystyle exp\left(-{\frac {E}{kT}}-{\frac {b}{E^{1/2}}}\right)}

La altura del pico de Gamow es muy sensible a la temperatura. Pequeños aumentos de esta provocan grandes aumentos en la probabilidad de fusión.